# Can Roca (la Cellera de Ter)
Can Roca és una masia de la Cellera de Ter (Selva) inclosa a l'Inventari del Patrimoni Arquitectònic de Catalunya.

## Descripció
Edifici de tres plantes aïllat i cobert amb una teulada de doble vessant amb el carener paral·lel als laterals. Està formada per la masia original i les ampliacions que s'han anat fent amb el temps.
La planta baixa consta, a la façana, d'un gran portal grans blocs de pedra sorrenca adovellat i amb forma d'arc de mig punt i d'un forn interior que sobresurt a l'exterior amb forma semicircular.
El primer pis conté, a més d'altres obertures rectangulars emmarcades de pedra sorrenca, una interessant finestra cantonera. Una de les seves parts, la que dona a llevant, està tapada. Està formada per grans blocs i està suportada per alguns blocs a la base que s'uneixen als cantoners, més grans que la resta de la maçoneria general. Els ampits estan treballats i les dues llindes d'aquesta finestra tenen decoració floral triangular a la base.
El segon pis compta amb un gran badiu obert amb un pilar quadrat que deixa entreveure l'embigat interior del sostre, efectuant fins i tot un tall en la cornisa. El ràfec, al marge d'aquesta part, està format per quatre fileres de teula girada i rajoles (dos de cada).
A la part posterior destaquen diverses finestres de permòdols emmarcades de pedra sorrenca.

## Història
El lloc de Can Roca era anomenat antigament “La Fontanella”.
El Pla d'Amunt està situat al sector nord del poble. Engloba des de les antigues masies de Can Vinyes, Can Vinyoles d'Amunt, Can Vernis, Can Roca, Can Ribes i Can Pixarrelles fins al molí de la Pardina o d'en Sabenc.
Les dovelles clau de la porta d'entrada de la casa indiquen la data de 1596 i el nom de Damià Font “me fesit”.